# Más Notícias
Más Notícias (tdl. ‘Malas noticias’) es una pintura al óleo creada por el artista brasileño Rodolfo Amoedo en 1895. Representa a una mujer sentada en un sillón, mirando hacia delante y encontrando la mirada del espectador. La pintura se conserva en el Museo Nacional de Bellas Artes de Río de Janeiro. Se caracteriza por su mezcla de técnicas de pintura realista y movimientos emergentes en Brasil, como el simbolismo y el modernismo. La síntesis de diversas influencias ha llevado a esta obra a ser reconocida dentro de la historia del arte brasileño.
Presentada en la Segunda Exposición General de la Escuela Nacional de Bellas Artes (ENBA), la obra de Amoedo fue considerada como alejada de los cánones de la pintura más convencional y académica. Fue elogiada por la crítica por introducir nuevas corrientes artísticas en Brasil, que ya habían ganado reconocimiento en Europa, donde el artista había pasado años antes del debut de la pintura. La obra también se destacó por su exploración de la psicología femenina a través del arte.
La pintura de Amoedo se convirtió en una expresión de cambios sociales más amplios. Características de la obra, como su tamaño y temática, estaban vinculadas al ascenso de la burguesía y a las cambiantes relaciones entre el arte y la vida doméstica.

## Antecedentes
Rodolfo Amoedo pintó Más Notícias durante un período de transformaciones sociales, que buscó incorporar a su obra. A finales del siglo XIX, la burguesía industrial se consolidó como clase dirigente y surgió el positivismo como movimiento orientado al progreso científico. En Brasil, junto con el crecimiento de la economía del café (particularmente en São Paulo), hubo una creciente presión social y política a favor del republicanismo y la abolición de la esclavitud. Los cambios sociales de la segunda mitad del siglo XIX estuvieron vinculados a cambios en el entorno artístico, influyendo en el arte brasileño en general y en Amoedo específicamente. Entre ellas se encontraban una mayor demanda del mercado de obras de menor escala para la decoración doméstica y la expansión de la comunicación de masas, con espacio para la crítica de arte. La obra de Amoedo fue mencionada en muchos artículos de prensa que cubrían la Segunda Exposición General de la Escuela Nacional de Bellas Artes (ENBA), donde debutó la pintura. Para entonces, ya era un artista establecido y subdirector de la escuela, atrayendo la atención de los medios. Junto a Más Notícias, presentó otras tres obras en la exposición: Passeio Matinal, Refeição Matinal y Melancolia, todas mal recibidas en su momento y hoy perdidas.
Otro cambio artístico que influyó en Amoedo fue el auge del realismo, que enfatizaba las representaciones de la vida contemporánea. A diferencia de la pintura histórica o el arte académico, las obras realistas se centraban en figuras anónimas (de la burguesía y la clase obrera en entornos urbanos o rurales) y capturaban momentos cotidianos, como las consecuencias de leer una carta, como en Más Notícias. La consolidación del realismo en Brasil se produjo en medio de una crisis institucional en las artes, ya que la Academia Imperial de Bellas Artes (AIBA), la escuela de arte de Brasil, se resistía a nuevas técnicas y enfrentaba críticas de los artistas por la libertad artística restringida. Este descontento condujo a la fundación de la ENBA en 1890, donde Amoedo participó activamente.
Las representaciones de mujeres tuvieron éxito en el mercado del arte mundial, particularmente en París, donde Amoedo estudió entre 1879 y 1887 y volvió a visitarlo a principios de la década de 1890. Artistas como Alexandre Cabanel, Paul Baudry y John Singer Sargent influyeron en su obra. Las similitudes entre sus retratos y los de Más Notícias incluyen entornos domésticos, composiciones íntimas, la mirada confrontativa del sujeto y vestimenta detallada. En Brasil, artistas como Belmiro de Almeida (p. ej., Amuada, 1906; A Má Notícia, 1897) y la alumna de Amoedo, Maria Pardos (p. ej., Má Notícia, sin fecha) también produjeron obras con temas similares. A pesar de estos ejemplos, las representaciones de mujeres en entornos sociales y domésticos siguieron siendo raras en la pintura brasileña del siglo XIX, en contraste con su prevalencia en la literatura.

## Composición
Más Notícias es una pintura de Rodolfo Amoedo creada con pintura al óleo en 1895 en Río de Janeiro. Mide 100 centímetros de alto y 74 centímetros de ancho. En el centro de la composición hay una mujer sentada en un taburete en X; lleva un vestido de rayas azules y blancas con mangas abullonadas, que cubre todo su cuerpo excepto la cabeza y los antebrazos. Sobre el vestido hay un chal de encaje, que cubre pero deja ver los hombros de la mujer. La vestimenta sugiere que la mujer pertenece a una clase social adinerada, lo que se interpreta como una estrategia del pintor para ocultar el cuerpo femenino dentro de las elegantes convenciones sociales. El vestido está intrincadamente detallado con texturas variadas. La mujer lleva delicadas pulseras de oro en sus muñecas; no tiene anillo de bodas. Se ha sugerido que el sujeto es la cuñada del artista, Maria de Morais.
El ambiente es doméstico y refinado. La mujer apoya su codo izquierdo sobre un cojín, notable por su brillo. Detrás de ella, a su derecha, hay parte de un panel que representa una escena pastoral con pájaros y plantas, parcialmente oscurecida por la silla. Las técnicas evocan un estilo orientalista, al igual que el cojín floral que cubre el lado izquierdo de la silla. El fondo del lado izquierdo de la figura es oscuro, creando una sensación de confinamiento y proximidad al espectador. Los elementos pictóricos están fragmentados, ya que ningún objeto —ni siquiera la mujer misma— es completamente visible, lo que enfatiza el foco central: su mirada. El fondo oscuro enmarca simbólicamente su cabeza, realzando la expresividad de la pintura.
El sujeto parece enfrentarse al observador. Su comportamiento ha sido descrito como «desafiante», «enigmático», «enojado», «preocupado», «resentido», y «angustiado». En su mano derecha sostiene un papel arrugado que parece una carta. La silla rígida, en la que se sienta torcida, acentúa la tensión y la incomodidad de la escena. Su expresión y el papel arrugado implican que el contenido de la carta transmite las «malas noticias» a las que se hace referencia en el título de la pintura. La firma del artista se encuentra en la esquina inferior derecha, acompañada de la anotación «Río, 1895».

## Análisis

Saudades (1899) de Almeida Júnior, al igual que Más Notícias, combina el realismo doméstico con una narrativa subjetiva alineada con el simbolismo.

Aunque se asocia con un estilo de representación común entre los siglos XIX y XX, Más Notícias se destaca por su exploración de la feminidad. La mujer retratada por Amoedo es a la vez introspectiva y desafiante, y su ubicación central en el lienzo ha sido interpretada como una expresión de la creciente visibilidad social de las mujeres en esa época.
Aunque algunos elementos de Más Notícias lo vinculan con el realismo, su representación de la psicología femenina —particularmente la ambigüedad emocional de la figura central— lo vincula con el movimiento simbolista. El simbolismo, en reacción al progreso científico y social burgués de la época, enfatizó la exploración subjetiva. De este modo, Amoedo no sólo retrata un interior burgués o una escena cotidiana, sino también una narrativa suspendida e inmersiva cuyo significado se construye a través de fragmentos como la mirada, la carta arrugada y el título de la pintura. Amoedo mezcló elementos realistas y simbolistas en otras obras, como Figura Feminina de Vermelho à Janela (sin fecha), Mulher (sin fecha), Retrato de Adelaide Amoedo aos Vinte Anos (1892) y Recordação. Esta fusión de realismo y simbolismo también marcó las obras de los contemporáneos de Amoedo, Eliseu Visconti y Almeida Júnior.
La narrativa de Más Notícias se extiende más allá de la asociación entre el título y la pintura, creando un enigma que incita a los espectadores a cuestionar el contenido de la carta y la reacción de la mujer. La ambigüedad entre el realismo doméstico, la introspección femenina y el suspenso situacional se ha interpretado como una estrategia para atraer el interés del público. El acmé en la obra de Amoedo se ve acentuado por la planitud y la composición limitada de la escena, que acerca al espectador a la mujer mientras solo revela fragmentos de objetos y al propio sujeto. Este enfoque estilístico no era raro a finales del siglo XIX, como se ve en el Retrato de Émile Zola (1868) de Édouard Manet.
La estrategia cromática de Amoedo refleja la sincronicidad artística de varios movimientos en Brasil en esa época. La paleta presenta áreas oscuras (por ejemplo, el fondo y partes del sillón) que contrastan con tonos vivos y luminosos que resaltan la figura central y los elementos decorativos, representados con detalle preciso. Estos colores intensos amplifican la expresividad de la escena. Según Gonzaga Duque, un historiador del arte que analizó la obra una década después de su lanzamiento, Más Notícias es «sincera, poderosa e imponente», un «testimonio de la habilidad excepcional del maestro, su pincelada vigorosa, su dibujo magistral, sus colores prístinos y la fuerza expresiva de su arte». Duque describió la escena del cuadro:

Esta bella mujer, ataviada con elegante atuendo y con ojos oscuros como la noche, brillantes por las lágrimas, es una instantánea del alma femenina, un instante maravilloso de un corazón herido por la carta arrugada que aprieta sus delicadas manos, ya sea la de una dama elegante o la de una diosa frustrada.
Gonzaga Duque

## Recepción y legado

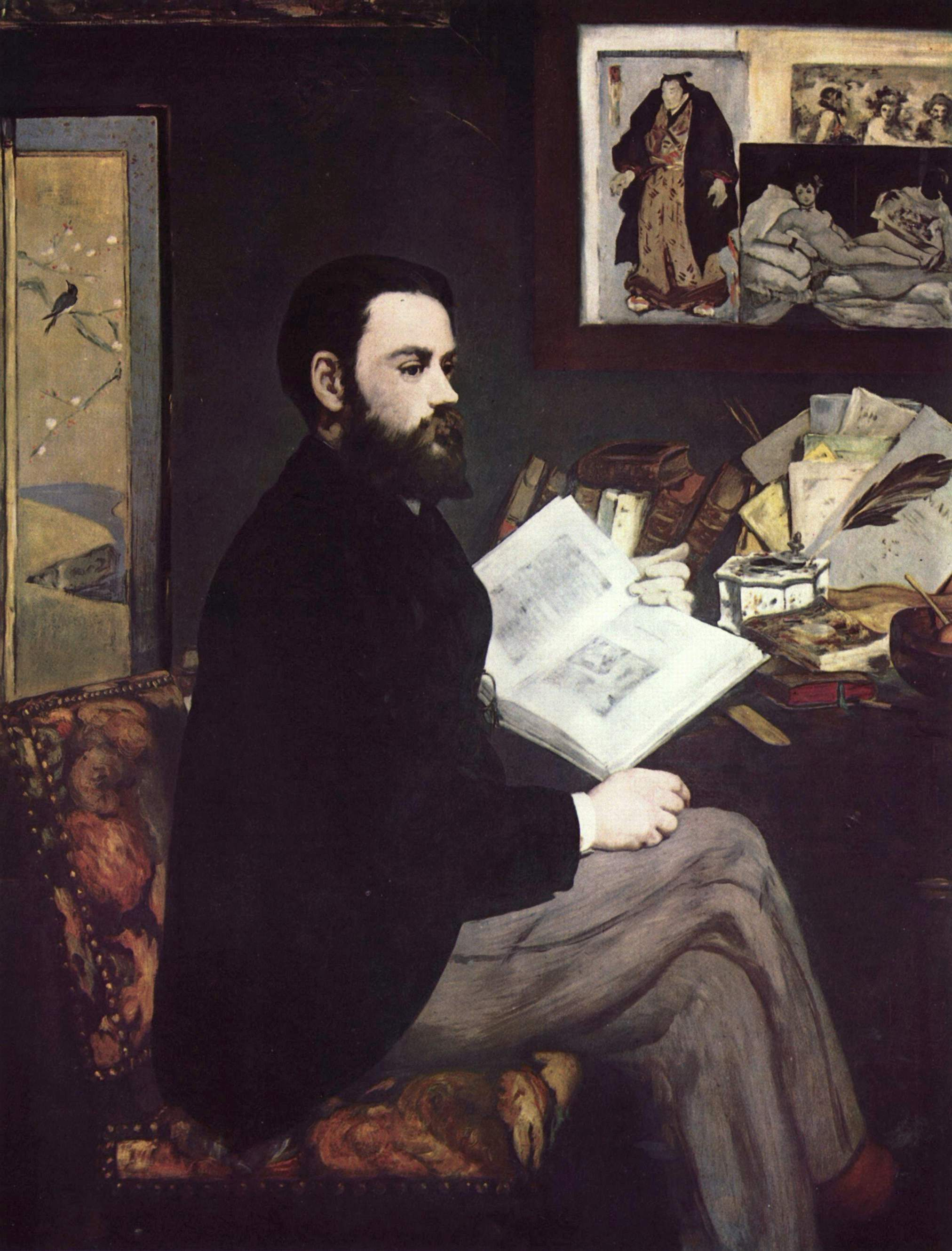
Retrato de Émile Zola (1868) de Édouard Manet, con una composición marcada por la planitud y la contención espacial, similar a Más Notícias.

La obra de Amoedo debutó en la Segunda Exposición General de la Escuela Nacional de Bellas Artes (ENBA) el 31 de agosto de 1895 y fue adquirida por la escuela ese mismo año. Los críticos de arte contemporáneo en general elogiaron la pintura. Un crítico señaló que Más Notícias está «dibujado y pintado por la mano de un maestro», y que «hasta los detalles más pequeños revelan a un artista en pleno dominio de su oficio». Otro periodista comentó sobre el impacto de la pintura: «La expresión en los ojos de esa joven figura, tan humana y tan hermosa, deslumbra inmediatamente, obligando al observador a detenerse en un examen detallado». Una reseña periodística la calificó como «la mejor obra que el ilustre artista ha exhibido este año», elogiándola como «más parecida a un retrato que a una pintura de género», con «cojines y vestido exquisitamente representados», aunque señaló que la cabeza de la figura central parecía «algo rígida».
Además, Más Notícias fue contrastada con las demás obras presentadas por Amoedo en la exposición. Passeio Matinal y Raio de Sol, también exhibidos por Amoedo, fueron criticados por sus «tonos ásperos [que] atacan la vista», mientras que Refeição Matinal fue considerado «defectuoso en su anatomía de la mano, mejillas sombreadas artificialmente y contornos ásperos». En contraste, como escribió un crítico, Más Notícias se destacó de esa «lista de desastres»:

Es una hermosa mujer quien arruga la carta recién leída. Podría decirse que es un pañuelo y no una carta; sin embargo, la admirablemente representada tela del vestido, el impactante cojín y la expresión de profunda tristeza que emana de su rostro compensan cualquier otra imperfección. Esto demuestra que cuando logra desprenderse de su idea fija y realmente desea ver lo que tiene ante sí, como en el caso de este retrato ejecutado con paciencia, el Sr. Amoedo deja de ser el colorista degenerado, el orgiástico portador de la paleta y el despiadado instigador de colores enfurecidos.
Cosme de Moraes

Posteriormente, Más Notícias fue reconocida por su papel en la modernización del arte brasileño. En su crítica, Gonzaga Duque elogió la obra y a su creador, destacando el desafío de Amoedo a las convenciones académicas: «La evolución de su espíritu [...] lo condujo a un arte finalmente *expresivo* y menos materialista, que exuda un refinamiento mundano de la existencia [...] un epicureísmo elegante [...] profundamente sacudido por crisis emocionales ancestrales». La expresión independiente de la subjetividad artística y la libertad creativa de Amoedo posicionaron a Más Notícias como un precursor versátil del modernismo brasileño. Su papel en un contexto artístico de transición lo consolidó como un hito en la historia del arte brasileño. Frederico Barata discrepó, argumentando que las obras de Amoedo posteriores a Francia, incluido Más Notícias, palidecían en comparación con su producción anterior, reflejando un «apogeo precoz».